# Uropterygius marmoratus
 Uropterygius marmoratus és una espècie de peix de la família dels murènids i de l'ordre dels anguil·liformes.

## Morfologia
Els mascles poden assolir els 62 cm de longitud total.

## Distribució geogràfica
Es troba des de l'Àfrica oriental fins a les Hawaii, les Illes Marqueses, les Tuamotu i Tonga.